# 42-я отдельная стрелковая бригада
42-я отдельная стрелковая бригада — подразделение РККА периода Великой Отечественной войны.
Бригада формировалась с октября по декабрь 1941 года в Сибирском военном округе из резервного состава края и участников войны, вылечившихся после ранений. Командовал стрелковой бригадой Герой Советского Союза полковник Матвей Степанович Батраков, который после лечения в барнаульском госпитале был назначен командиром 42-й отдельной стрелковой бригады. Перед отправкой на фронт бригаде было вручено шефское Красное знамя Барнаульского горкома партии и горисполкома. В состав действующей армии введена с декабря 1941 г. в составе 24 армии.
К 12.12.1941 г. части и соединения Красной армии сосредотачиваются в назначенных им подмосковных районах: два эшелона 42 осбр выгружены на станции Люберцы, остальные находятся на Ленинской ж/дороге в движении к станции выгрузки (Люберцы-Московской области). Части пополняются материальной частью, получают имущество, ведут работы по укреплению оборонительного рубежа, проводят занятия по боевой подготовке личного состава. 14 декабря бригада полностью закончила выгрузку на ст. Люберцы. В последних числах 1941 года 42 осбр получает приказ о передислокации с выходом из состава 24 армии.
К 7 января 1942 года первый эшелон бригады в 9.00 разгрузился на станции Фирово. Ожидается прибытие остальных эшелонов. К 9.01. 4 эшелона бригады выгрузились и сосредоточились в районе Борки, Савелово, Кузино. С 10 января 1942 г. 42 осбр — в резерве 3 Ударной армии.
С 9 по 29 января 1942 г. 3 Ударная армия Северо-Западного фронта участвует в Торопецко-Холмской наступательной операции (3 Уд. А — в районе оз. Селигер). Находясь в резерве 3 Уд. А, бригада получила приказ на марш, и по пути следования ведёт бои с противником. 15.01.1942 г. 2 сб 42 осб достиг д. Перхово. 16.01. миновав д. Луг, Стабня, блокировали Быково, Кокшино, Гусево. К 21.01. — Перерезает и блокирует дороги Наумово-Павлово, Быково-Павлово, Быково-Луковец. 23.01.1942 г. части бригады перешли в новый район: 2 СБ — Луг. С 26.01. выступили по маршруту: Луковец-Поганово-Расцвет. Далее, после двухчасового отдыха, — Сухая Нива, Липье Моисеево с задачей овладеть д. Большие Жабны, Новая, Шубино. К 16-00 27.01 2СБ — Вонявкино. В ночь на 28.01. 2 СБ, имея задачу на прикрытие фланга бригады, повёл наступление на Красный Бор, чтобы не дать противнику возможности подброса резервов со стороны Новая Русса. Ведя бои, выбили противника из н.п. и заняли оборону. Согласно боевому распоряжению, 1 и 2 СБ бригады переходят в наступление по маршруту Шубино, Местцо, Рыто, Жирки, Гарь с задачей овладеть Хмели и соединиться с передовыми частями 1 гвардейского стрелкового корпуса. В последних числах февраля войска 1-го гвардейского стрелкового корпуса соединились в районе Залучье с 42-й стрелковой бригадой 3-й Ударной армии. Так был создан внутренний фронт окружения. Удаление внутреннего фронта от внешнего достигало 40 км. В окружении оказались войска 2-го и значительная часть сил 10-го армейского корпусов 16-й немецкой армии (12, 30, 32, 123, 290-я пехотные дивизии, моторизованная дивизия СС «Мертвая голова» и несколько отдельных частей и подразделений со средствами усиления). Общая численность окружённых войск составляла 70 тыс. солдат и офицеров.
С января по июль 1942 г. бригада, сражаясь на Калининском и Северо-Западном фронтах, освободила 40 населённых пунктов, а в сентябре приняла участие в Сталинградском сражении. Награждена орденом Красного знамени. В 1943 г. переформирована.
В конце войны именовалась как 226-я Глухово-Киевская Краснознамённая ордена Суворова стрелковая дивизия. Боевой путь завершила в Чехословакии.